# Disuguaglianza di raggruppamento
In algebra, la disuguaglianza di raggruppamento (detta anche bunching) dice che, date due somme simmetriche di monomi dello stesso grado, la minore è quella in cui gli esponenti sono più "distribuiti".

## La disuguaglianza
Sia {\displaystyle (a_{1},\ldots ,a_{n})} una n-upla di reali positivi, e siano {\displaystyle (k_{1},\ldots ,k_{n}}) e {\displaystyle (j_{1},\ldots ,j_{n})} due n-uple di reali non-negativi tali che:
- {\displaystyle k_{n}\geq \ldots \geq k_{1}}
- {\displaystyle j_{n}\geq \ldots \geq j_{1}}
- {\displaystyle j_{n}+\ldots +j_{i}\geq k_{n}+\ldots +k_{i}} per ogni {\displaystyle i=n-1,\ldots ,2}
- {\displaystyle j_{n}+\ldots +j_{1}=k_{n}+\ldots +k_{1}}

Allora
{\displaystyle \sum _{sym}a_{1}^{k_{1}}\cdot \ldots \cdot a_{n}^{k_{n}}\leq \sum _{sym}a_{1}^{j_{1}}\cdot \ldots \cdot a_{n}^{j_{n}}}